# Zablaće
Zablaće je vesnice a přímořské letovisko v Šibenicko-kninské župě v Chorvatsku. Od roku 1981 je součástí města Šibenik, od něhož se nachází asi 6 km jihozápadně. V roce 1971 zde žilo celkem 571 obyvatel, z toho 548 Chorvatů a 16 Srbů.
Vesnice se nachází nedaleko jezer Mala a Velika Solina na Zablaćském poloostrově. Nachází se u zátoky Luka Zablaće. Naproti Zablaći leží ostrov Zlarin. Nedaleko se nachází turistická osada Solaris, vybudovaná v letech 1966 až 1971. První písemná zmínka o vesnici pochází z roku 1432.